# Onthophagus akhaus
Onthophagus akhaus là một loài bọ cánh cứng trong họ Bọ hung (Scarabaeidae).